# Трава и вода
«Трава и вода» — мелодрама, снятая Ленфильмом в 1991 году.

## Краткое содержание
Главный герой «Травы и воды» горнист Иванов, тихий мальчик, отчаянно презирающий необходимость ходить в своем лагере по струнке, всячески нарушает дисциплину, сбегает домой, наблюдает отца, пьющего горькую, и едет с ним на рыбалку.

## В ролях
- Вениамин Кравчик
- Наташа Тихомирова
- Ольга Толстецкая
- Юрий Кузнецов
- Владимир Козлов
- Александр Кравчик
- Светлана Смирнова
- Юрий Назаров

## Съёмочная группа
Ленфильм
Кинооператор - Владимир Анатольевич Васильев